# Work People's College
 (mai 2019).
Si vous disposez d'ouvrages ou d'articles de référence ou si vous connaissez des sites web de qualité traitant du thème abordé ici, merci de compléter l'article en donnant les références utiles à sa vérifiabilité et en les liant à la section « Notes et références ».
Le Work People's College (en finnois : Työväen Opisto) est une école publique de travailleurs, de type populaire, établie en 1907 par le mouvement syndical, dans une zone rurale juste à côté de Duluth, par la Finnish Socialist Federation du Socialist Party of America. La direction du College  était proche de la gauche syndicale des travailleurs finlandais émigrés au Minnesota et se place dans l’orbite des Industrial Workers of the World en 1914-1915. Elle ferme en 1941.